# Tommy Herzog
Tommy Herzog, né le 25 mars 1977, est un bobeur suisse.

## Palmarès

### Championnats monde
- : médaillé d'argent en bob à 2 aux championnats monde de 2007.

### Coupe du monde
- 1 podium : 
  - en bob à 4 : 1 troisième place.
- 1 podium par équipe : 1 deuxième place.